# Boanerges Ribeiro
Boanerges Ribeiro (* 8. August 1919 in Rio Paranaíba; † 17. Februar 2003 in São Paulo) war ein brasilianischer Intellektueller und presbyterianischer Pfarrer. Er war von 1966 bis 1978 Präsident und von 1978 bis 1982 Vizepräsident des Obersten Rates (Supremo Concílio) der Igreja Presbiteriana do Brasil.
Sein bekanntestes Werk ist Protestantismo no Brasil monárquico (1822–1888), aspectos culturais da aceitação do Protestantismo no Brasil.

## Werke (Auswahl)
- O Apóstolo dos Pés Sangrentos, 1943, über den indischen Christen Sundar Singh
- O Padre Protestante, 1948, über den ersten evangelischen Priester Brasiliens, José Manuel da Conceição (1822–1873)
- Seara em Fogo, über den US-amerikanischen Prediger Dwight Lyman Moody
- Protestantismo no Brasil Monárquico (1822-1888): Aspectos Culturais da Aceitação do Protestantismo no Brasil, 1973
- Protestantismo e Cultura Brasileira: Aspectos Culturais da Implantação do Protestantismo no Brasil, 1981
- A Igreja Presbiteriana no Brasil, da Autonomia ao Cisma, 1987
- Terra da Promessa, 1988
- O Senhor que se fez Servo, 1989
- Igreja Evangélica e República Brasileira: 1889-1930, 1991
- O Culto em Corinto e o Nosso Culto, 1992
- José Manoel da Conceição e a Reforma Evangélica, 1995[1]

## Auszeichnungen
- Tiradentes-Medaille der Militärpolizei von São Paulo
- Medalha Santos Dumont de Mérito der Brasilianischen Luftwaffe
- Diploma de Educador do Ano des Rotary Clubs von Higienópolis
- Título de Cidadão Paulistano[1]